# Liber Pontificalis

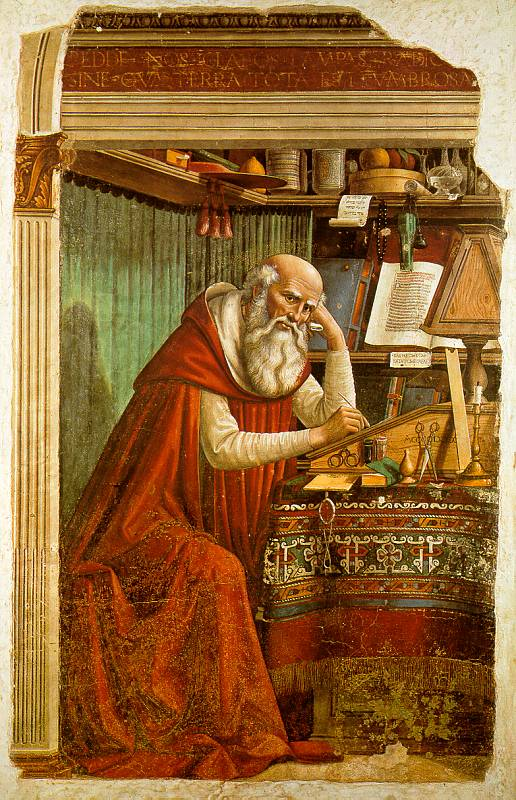
Św. Hieronim, jeden z autorów LP

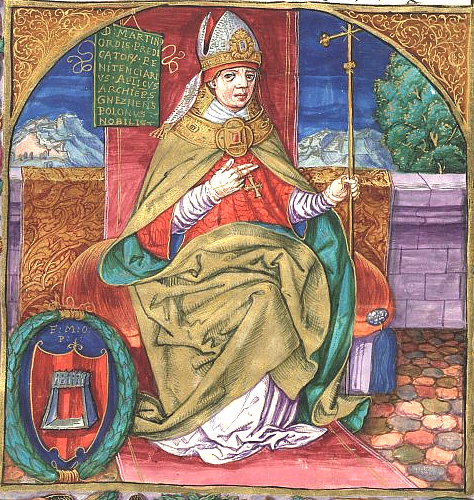
Marcin z Opawy, jeden z autorów LP

Liber Pontificalis (łac. Księga papieży) – pierwsza książka zawierająca biografie papieży od czasów św. Piotra do XV wieku.

## Rys historyczny i treść
Po raz pierwszy historia papiestwa została spisana w VI wieku, za pontyfikatu Bonifacego II. Zbiór ten zawierał informacje o pochodzeniu kolejnych papieży oraz w przybliżeniu lata sprawowania urzędu biskupa Rzymu od św. Piotra do Feliksa III. Początkowo skromne informacje na temat pontyfikatów z czasem były uzupełniane o ustalenia liturgiczne czy dekrety z zakresu dyscypliny. Do czasu pontyfikatu Anastazego II w IV wieku, informacje Liber Pontificalis są lakoniczne i niepewne. Po śmierci Bonifacego II spis ten był nadal aktualizowany aż do czasów Hadriana II i Stefana V i potem do Marcina V, z wyjątkiem tzw. ciemnego stulecia.

## Autorstwo

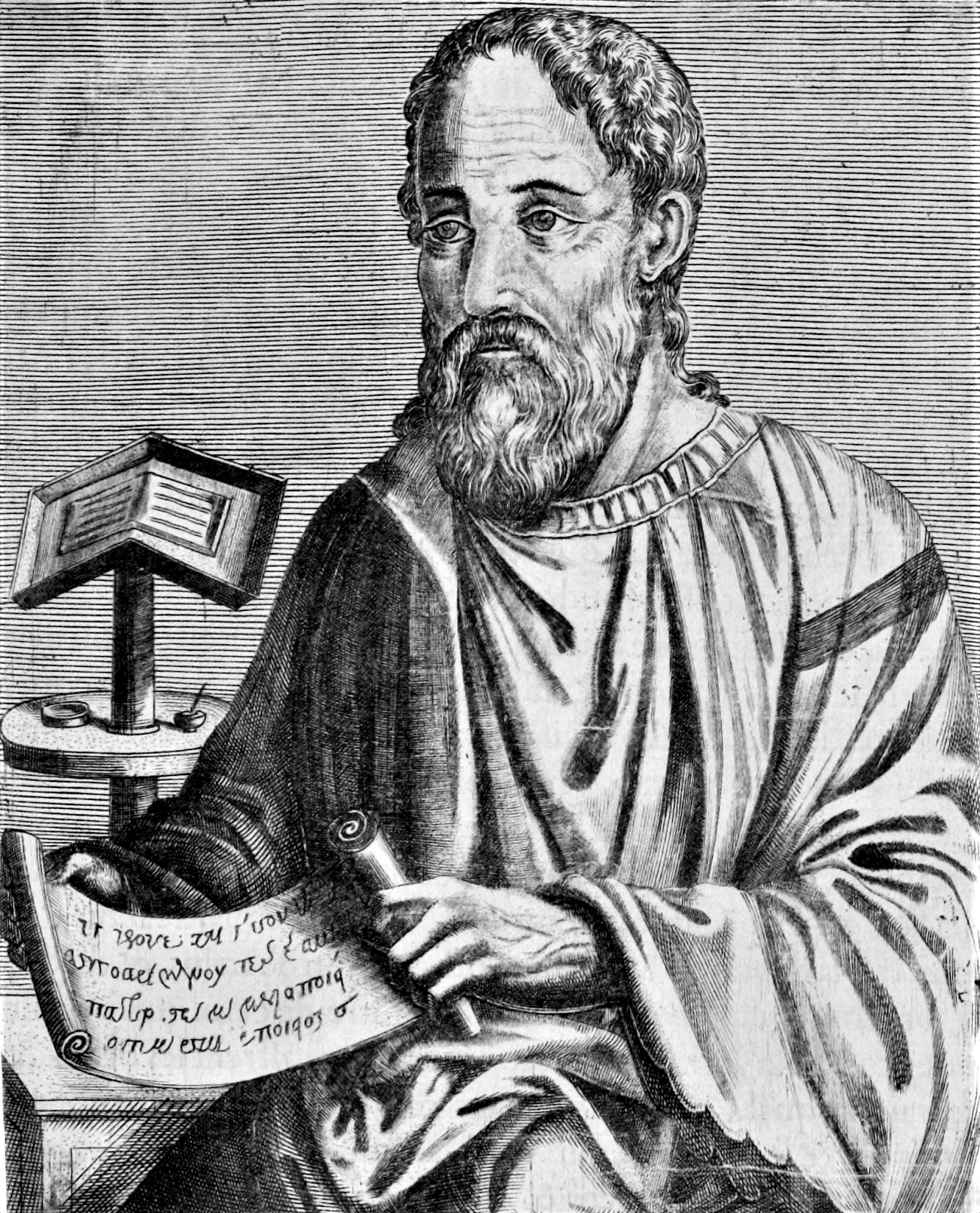
Euzebiusz z Cezarei - starożytny historyk chrześcijański, jeden z domniemanych autorów LP

Kwestia autorstwa tego dzieła nie jest do końca wyjaśniona. Jednym z pierwszych autorów był najprawdopodobniej św. Hieronim ze Strydonu, który, jak wynika z korespondencji pomiędzy nim a Damazym I, opisał wszystkich papieży do czasu Damazego I. Szesnastowieczny historyk Onofrio Panvinio twierdził, że jednym z autorów był antypapież Anastazy, lecz pogląd ten został obalony w XVII wieku. Autorem, który znacznie rozszerzył Liber Pontificalis był XIII-wieczny arcybiskup gnieźnieński Marcin z Opawy. Niektóre źródła podają, że swój wkład w rozwój Liber Pontificalis mieli także wczesnochrześcijańscy kronikarze: Święty Hegezyp, Euzebiusz z Cezarei i Ireneusz z Lyonu. Współczesne wydania zostały w większości opracowane na podstawie badań francuskiego księdza Louisa Duchesne’a oraz niemieckiego historyka Theodora Mommsena.